# Dermatophagoides farinae
Dermatophagoides farinae är en spindeldjursart som beskrevs av Hughes 1961. Dermatophagoides farinae ingår i släktet Dermatophagoides och familjen Pyroglyphidae. Inga underarter finns listade i Catalogue of Life.